# Hydropunctaria maura
Verrucaire noire
Espèce
Hydropunctaria maura (anciennement Verrucaria maura), appelée aussi Verrucaire noire, est une espèce de lichens encroûtants de la famille des Verrucariaceae. Il s'agit d'une espèce strictement maritime vivant dans l'étage supralittoral, juste au-dessus de la limite supérieure de l'estran. De couleur noire, ce lichen forme à ce niveau une ceinture caractéristique sur les rivages marins de nombreuses régions du monde. Son aspect rappelle des dépôts dus à une sinistre marée noire.

## Écologie

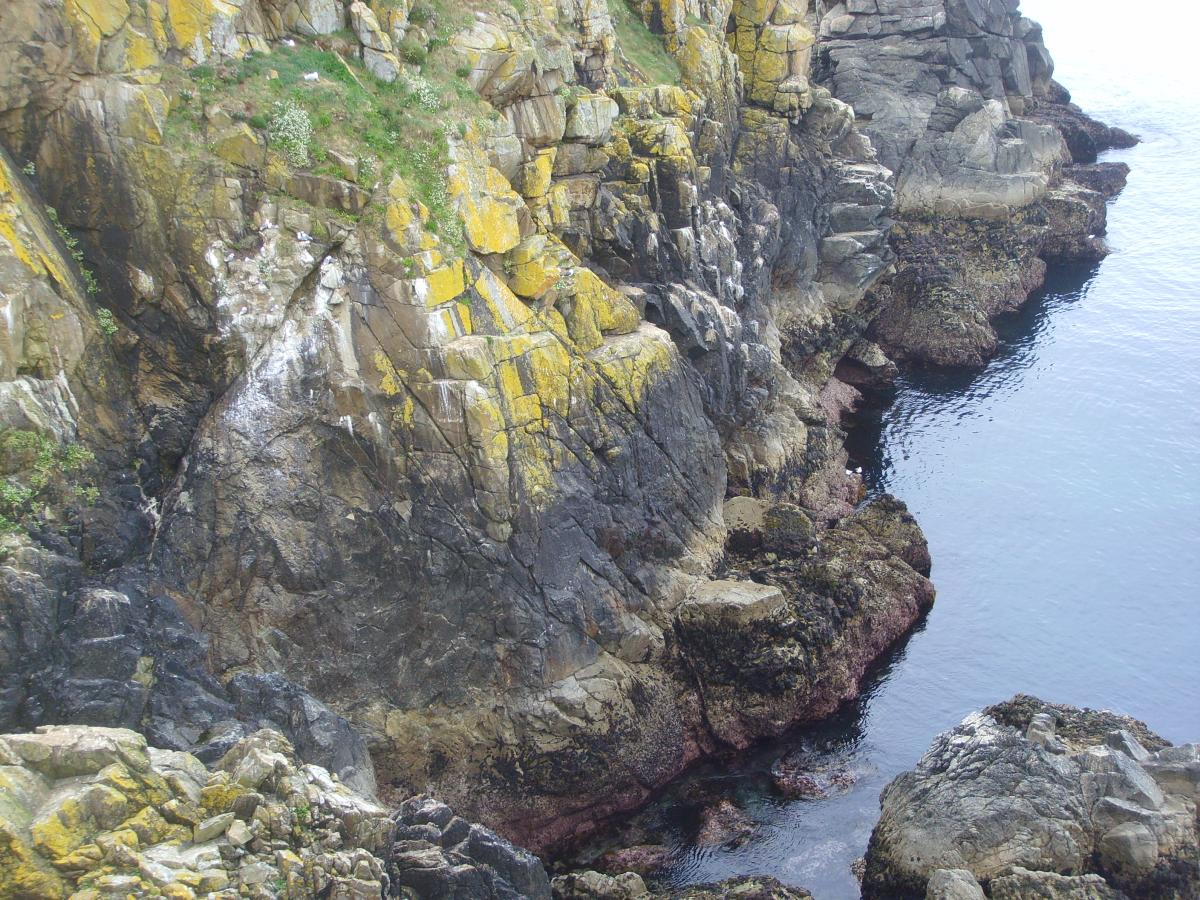
Le lichen Hydropunctaria maura se trouve au-dessus des ceintures d'algues et d'animaux marins. Depuis le bas, la ceinture rose des algues corallines, le noir discontinu de la moulière (moules), le gris de la ceinture des balanes (crustacés appelés « petites berniques »), le noir dominé par Hydropunctaria maura (lichen souvent considéré à tort comme une marque de marée noire) qui souligne le niveau des plus hautes mers, et le jaune dominé par Caloplaca marina qui marque l'étage supralittoral.

Sur les zones côtières, la zone noire dominée par Verrucaria maura (Hydropunctaria maura) souligne le niveau des plus hautes mers et marque le passage au milieu terrestre.